# NGC 6915
NGC 6915 este o liner situată în constelația Vulturul. A fost descoperită în 24 iulie 1863 de către Albert Marth. Se află la o distanță de 34,83 de megaparseci de Pământ.